# Dictyna yongshun
Dictyna yongshun är en spindelart som beskrevs av Yin, Bao och Kim 200. Dictyna yongshun ingår i släktet Dictyna och familjen kardarspindlar. Inga underarter finns listade i Catalogue of Life.